# Asian Five Nations 2012
Asian Five Nations 2012 (z powodów sponsorskich HSBC Asian 5 Nations 2012) – piąta edycja corocznego turnieju organizowanego pod auspicjami ARFU dla pięciu najlepszych azjatyckich męskich reprezentacji rugby union. Turniej odbył się pomiędzy 27 kwietnia a 26 maja 2012 roku. Tytułu broniła reprezentacja Japonii, która w poprzednich czterech edycjach wygrała wszystkie mecze.
Grająca w odmłodzonym składzie Japonia nie dała szans rywalom, we wszystkich czterech spotkaniach odnosząc bonusowe zwycięstwa. Do Dywizji 1 przegrawszy wszystkie mecze została relegowana reprezentacja Kazachstanu, którą w Asian Five Nations 2013 zastąpi zwycięzca Dywizji 1 – Filipiny.
Nagrodę dla najlepiej zapowiadającego się zawodnika otrzymał Japończyk Yoshikazu Fujita.

## System rozgrywek
Rozgrywki prowadzone były systemem kołowym. Każda z drużyn spotykała się raz z każdym przeciwnikiem, łącznie rozgrywając cztery mecze – dwa u siebie i dwa na wyjeździe. Z uwagi na nieparzystą liczbę zespołów podczas każdej kolejki jeden z nich pauzował. Zwycięzca meczu zyskiwał pięć punktów, za remis przysługiwały trzy punkty, zaś porażka nie była punktowana. Punkt bonusowy można było otrzymać za zdobycie przynajmniej czterech przyłożeń lub też za przegraną nie więcej niż siedmioma punktami.

## Uczestnicy
W zawodach uczestniczyło pięć reprezentacji. Składy Japonii i Hongkongu zostały podane w połowie marca.
| Reprezentacja                | Miejsce w 2011    | Stadiony                                               |
| ---------------------------- | ----------------- | ------------------------------------------------------ |
| Japonia                      | 1.                | Level-5 Stadium Chichibunomiya Rugby Stadium           |
| Hongkong                     | 2.                | Mong Kok Stadium Hong Kong Football Club Stadium       |
| Zjednoczone Emiraty Arabskie | 3.                | The Sevens                                             |
| Kazachstan                   | 4.                | Stadion Centralny w Ałmaty National University Stadium |
| Korea Południowa             | awans z Dywizji 1 | Seongnam Stadium                                       |

## Tabela
| Miejsce | Reprezentacja                | Mecze     | Mecze   | Mecze  | Mecze   | Punkty  | Punkty   | Punkty | Punkty bonusowe | Punkty ogółem |
| Miejsce | Reprezentacja                | Rozegrane | Wygrane | Remisy | Porażki | Zdobyte | Stracone | +/-    | Punkty bonusowe | Punkty ogółem |
| ------- | ---------------------------- | --------- | ------- | ------ | ------- | ------- | -------- | ------ | --------------- | ------------- |
| 1       | Japonia                      | 4         | 4       | 0      | 0       | 312     | 11       | 301    | 4               | 24            |
| 2       | Korea Południowa             | 4         | 3       | 0      | 1       | 163     | 109      | +54    | 2               | 17            |
| 3       | Hongkong                     | 4         | 2       | 0      | 2       | 159     | 98       | +61    | 3               | 13            |
| 4       | Zjednoczone Emiraty Arabskie | 4         | 1       | 0      | 3       | 86      | 269      | -163   | 1               | 6             |
| 5       | Kazachstan                   | 4         | 0       | 0      | 4       | 48      | 275      | -227   | 1               | 1             |

## Mecze

### Runda 1
| 27 kwietnia 201220:00 | Zjednoczone Emiraty Arabskie     | 10:85(10:39) | Hongkong | The Sevens, Dubaj |
| 27 kwietnia 201220:00 | Thompson 5 (P), Russell 5 (pd K) | 10:85(10:39) | Varty 20 (4P), Maclay 15 (3P), Robertson 14 (P 3pd K), A. McQueen 12 (2P pd), Hewson 5 (P), Hussei 5 (P), Jones 5 (P), Yiu 5 (P), Hood 4 (2pd) | The Sevens, Dubaj |

| 28 kwietnia 201215:00 | Kazachstan | 0:87(0:35) | Japonia | Stadion Centralny w Ałmaty, Ałmaty |
| 28 kwietnia 201215:00 |            | 0:87(0:35) |         | Stadion Centralny w Ałmaty, Ałmaty |

### Runda 2
| 5 maja 201216:00 | Hongkong | 19:21(6:14) | Korea Południowa | Hong Kong Football Club Stadium, Hongkong |
| 5 maja 201216:00 |          | 19:21(6:14) |                  | Hong Kong Football Club Stadium, Hongkong |

| 5 maja 201218:00 | Japonia | 106:3(40:3) | Zjednoczone Emiraty Arabskie | Level-5 Stadium, Fukuoka |
| 5 maja 201218:00 |         | 106:3(40:3) |                              | Level-5 Stadium, Fukuoka |

### Runda 3
| 11 maja 201218:00 | Zjednoczone Emiraty Arabskie | 46:31(29:0) | Kazachstan | The Sevens, Dubaj |
| 11 maja 201218:00 |                              | 46:31(29:0) |            | The Sevens, Dubaj |

| 12 maja 201213:00 | Korea Południowa | 8:52(0:14) | Japonia | Seongnam Stadium, Seongnam |
| 12 maja 201213:00 |                  | 8:52(0:14) |         | Seongnam Stadium, Seongnam |

### Runda 4
| 19 maja 201214:00 | Japonia | 67:0(29:0) | Hongkong | Chichibunomiya Rugby Stadium, Tokio |
| 19 maja 201214:00 |         | 67:0(29:0) |          | Chichibunomiya Rugby Stadium, Tokio |

| 19 maja 201215:00 | Kazachstan | 17:87(5:44) | Korea Południowa | National University Stadium, Ałmaty |
| 19 maja 201215:00 |            | 17:87(5:44) |                  | National University Stadium, Ałmaty |

### Runda 5
| 26 maja 201213:00 | Korea Południowa | 47:21(14:14) | Zjednoczone Emiraty Arabskie | Seongnam Stadium, Seongnam |
| 26 maja 201213:00 |                  | 47:21(14:14) |                              | Seongnam Stadium, Seongnam |

| 26 maja 201216:00 | Hongkong | 55:0(27:0) | Kazachstan | Mong Kok Stadium, Hongkong |
| 26 maja 201216:00 |          | 55:0(27:0) |            | Mong Kok Stadium, Hongkong |